# Chastel Béroard
Das Chastel Béroard (lateinisch Castellum Beroart; heutiges arabisch منية القلعة, DMG Minyat al-Qalʿa, im Mittelalter: Mahuz Azdud; hebräisch חָרְבַת אַשְׁדּוֹד יָם Chårvat Aschdōd Jam) ist eine arabische Kastellburg aus dem 10. Jahrhundert im heutigen Israel.

## Lage
Die Burg liegt am Südrand des heutigen Aschdod am Sandstrand des Mittelmeeres.

## Geschichte
Archäologischen Forschungen zufolge wurde die Burg im 10. Jahrhundert von den Muslimen, vermutlich den Fatimiden errichtet.
Urkundlich wurde sie erstmals im Oktober 1106 erwähnt, als sich König Balduin I. von Jerusalem dort aufhielt. Obwohl nur 15 km von der starken fatimidischen Festung Askalon entfernt, spielte die kleine Burg im Gegensatz zu den neu errichteten Kreuzfahrerburgen Ibelin, Blanche Garde und Gibelin für die Eindämmung des fatimidischen Machtbereichs scheinbar keine Rolle. Nach der Eroberung Askalons durch die Kreuzfahrer 1153, diente sie zur Sicherung der Straße von Ibelin nach Askalon.
1169 wird unter den Rittern des Herren von Ramla, Hugo von Ibelin, ein gewisser Nicolaus de Beroard urkundlich erwähnt, der wahrscheinlich Kastellan von Chastel Béroard war.